# Lokalna cesta
Lokalna cesta je javna cesta koja spada u mrežu županijskih cesta i povezuje područje grada i/ili općine u Hrvatskoj